# Gary Sinise
Gary Alan Sinise (* 17. březen 1955 Blue Island, Illinois) je americký herec a filmový režisér, držitel Emmy a Zlatého glóbu, nominovaný na Zlatou palmu a Oscara (za roli poručíka Dana Taylora ve filmu Forrest Gump). Hraje detektiva Maca Taylora v seriálu Kriminálka New York.

## Životopis
Narodil se 17. března 1955 v malém městě Blue Island v americkém státě Illinois. K filmu jej to táhlo už od mládí a není divu, jeho otec se živil jako střihač televizních filmů a seriálů. Sinise si jako středoškolák vyzkoušel image rockera, když hrál s vlastní kapelou. V téže době poprvé okusil i herectví ve velkém školním představení West Side Story. Během studia vysoké školy založil s kamarády divadelní společnost Steppenwolf Theatre Company, pro kterou psal hry, režíroval a hrál. V té době jeho život ovlivnila dvě setkání. Prvním bylo setkání s herečkou Moirou Harrisovou, která se stala jeho životní partnerkou, druhým setkání s hercem Johnem Malkovichem , jenž se stal jeho blízkým přítelem. Toho později obsadil do svých režijních počinů Míle od domova a O myších a lidech. Již předtím se však společně objevovali na divadelním jevišti a prvního významného úspěchu dosáhli v roce 1982 ve hře True West, která vynesla Sinisemu hereckou cenu.
Coby začínající herec se poněkud překvapivě na deset let uzavřel do divadelního světa. Filmoví diváci jej na stříbrném plátně mohli spatřit až roku 1992 ve snímku Půlnoční představení. V 80. letech se kromě divadla angažoval jako herec a především režisér televizních snímků; kromě toho v roce 1988 debutoval jako režisér celovečerního filmu titulem Míle od domova, v němž hlavní roli ztvárnil Richard Gere.
Léta strávená mimo hollywoodské filmové dění si záhy vynahradil. Jeho zjevný herecký talent i charisma objevili přední američtí filmaři. Po válečném snímku Hlídka v Ardénách vyrazil roku 1994 dech divákům i kritikům rolí poručíka Dana v dnes již klasickém oscarovém filmu Roberta Zemeckise Forrest Gump. Ačkoli měl podstatně menší prostor než jeho kolega Tom Hanks, který hrál hlavní roli, dokázal z role vytěžit maximum a vysloužil si první nominaci na Oscara.
Nebyl nikdy příliš zahleděný sám do sebe, a proto mu nečinilo problém přijmout maličkou roli ve westernu Rychlejší než smrt či si zopakovat působení na televizní obrazovce v dramatu Truman, ve kterém ztvárnil bývalého prezidenta USA Harryho Trumana; za svůj výkon získal řadu ocenění včetně Zlatého glóbu. O pár let později si odnesl za televizní snímek George Wallace i cenu Emmy. V televizní minisérii Svědectví (The Stand, 1994) se ocitl v katastrofické vizi podle knihy Stephena Kinga.
Úspěšné herecké partnerství s Tomem Hanksem si zopakoval v dramatu Apollo 13, v němž ztvárnil astronauta Toma Mattinglyho, který kvůli podezření na infekční onemocnění nemůže letět na Měsíc. S režisérem snímku Ronem Howardem se setkal také při natáčení thrilleru Výkupné, ve kterém v hlavní záporné roli přehrál i hlavní hvězdu snímku Mela Gibsona. Jeho herecké kvality zužitkoval také Kevin Spacey v režijním debutu Albino Alligator, ve kterém mu svěřil hlavní úlohu. V druhé polovině 90. let se stále častěji objevoval v rolích padouchů nebo nejednoznačných postav, ať už to bylo v thrilleru Briana De Palmy Hadí oči, nebo ve Falešné hře. Menší roli získal opět po boku Toma Hankse v dramatu Zelená míle.
Přišlo období, kdy si mohl připsat do filmografie několik hlavních rolí. Ani Impostor, ani De Palmova Mise na Mars se však nesetkaly s příliš vřelým přijetím, a on se uchýlil k rolím vedlejším. V roce 2003 hrál v dramatu Lidská skvrna po boku Nicole Kidmanové, v roce 2004 se jeho hereckou partnerkou stala Julianne Mooreové v thrilleru Zloději paměti.
Je všestranným umělcem, který by dozajista dokázal udělat velkou hereckou kariéru ve filmu. Jeho zájmy jsou však natolik široké, že raději zvolil cestu, na níž se nedočká nejvyšší slávy, ale jeho tvůrčí talent rozhodně nezůstane nezužitkován. Angažuje se v divadle, televizi i ve filmu, kam vnáší své nápady, schopnosti a nezpochybnitelné charisma.
Sinise je praktikujícím římským katolíkem, k víře konvertoval v rocd 2010, jeho manželka o deset let dříve.

## Zajímavosti
V souvislosti s rolí ve filmu Forrest Gump se někteří diváci domnívají, že Gary Sinise má amputované dolní končetiny. Není to pravda, nohy byly vymazány digitálně. (Více informací lze získat z některých DVD s filmem, kde je trik vysvětlen.)

## Filmografie
| Rok       | Film/seriál           | Role                   | Poznámky |
| --------- | --------------------- | ---------------------- | --- |
| 1980      | Knots Landing         | Lee Maddox             | 1 epizoda |
| 1984      | American Playhouse    | Austin                 | 1 epizoda |
| 1984      | Rodinná tajemství     | motocyklista           | |
| 1986–1987 | Crime Story           | Howie Dressler         | 2 epizody |
| 1989      | Hallmark Hall of Fame | Ebby                   | 1 epizoda |
| 1989      | The Final Days        | Richard Ben-Veniste    | |
| 1990      | Hunter                | Lord Tony Rutherford   | 1 epizoda |
| 1991      | The Grapes of Wrath   | Tom Joad               | |
| 1992      | The Witness           | mladý voják            | |
| 1992      | Hlídka v Ardenách     | Vance 'Mother' Wilkins | |
| 1992      | O myších a lidech     | George Milton          | |
| 1993      | Jackova ukolébavka    | Norman Strick          | |
| 1994      | Svědectví             | Stu Redman             | 4 epizody |
| 1994      | Forrest Gump          | Dan Taylor             | nominace na Oscara v kategorii Nejlepší herec ve vedlejší roli nominace na Zlatý glóbus v kategorii Nejlepší herec ve vedlejší roli                     |
| 1995      | Rychlejší než smrt    | Marshall               | |
| 1995      | Frasier               | Sid                    | 1 epizoda |
| 1995      | Apollo 13             | Ken Mattingly          | |
| 1995      | Prezident Truman      | Harry S. Truman        | Zlatý glóbus v kategorii Nejlepší herec v minisérii nebo TV filmu nominace na cenu Emmy v kategorii Nejlepší herec v hlavní roli v minisérii nebo filmu |
| 1996      | Albino Alligator      | Milo                   | |
| 1996      | Výkupné               | detektiv Jimmy Shaker  | |
| 1997      | George Wallace        | George Wallace         | Cena Emmy v kategorii Nejlepší herec v hlavní roli v minisérii nebo filmu nominace na Zlatý glóbus v kategorii Nejlepší herec v minisérii nebo TV filmu |
| 1998      | Hadí oči              | Kevin Dunne            | |
| 1999      | To bývala doba mistrů | Tom Daley              | |
| 1999      | Zuřivost              | Morgan                 | |
| 1999      | Zelená míle           | Burt Hammersmith       | |
| 2000      | Falešná hra           | Gabriel                | |
| 2000      | Mise na Mars          | Jim McConnell          | |
| 2000      | Bruno                 | Dino Battaglia         | |
| 2001      | Impostor: Živá zbraň  | Spencer Olham          | |
| 2002      | Made-up               | Duncan Tivey           | |
| 2002      | Cesta do války        | George Wallace         | nebyl uveden v titulcích |
| 2002      | A Gentleman's Game    | Foster Pearce          | |
| 2003      | Lidská skvrna         | Nathan Zuckerman       | |
| 2003      | Padlý anděl           | Terry McQuinn          | |
| 2004      | Velká rána            | Ray Ritchie            | |
| 2004      | Zloději paměti        | Dr. Jack Munce         | |
| 2004–2005 | Kriminálka Miami      | detektiv Mac Taylor    | 2 epizody |
| 2004–2013 | Kriminálka New York   | detektiv Mac Taylor    | 197 epizod |
| 2005      | Mise na Měsíc 3D      | Gene Cernan            | dabing |
| 2006      | Lovecká sezóna        | Shaw                   | dabing |
| 2009      | Beyond All Boundaries | Ernie Pyle             | dabing |
| 2009–2013 | Kriminálka Las Vegas  | Mac Taylor             | 2 epizody |